# Sex and the Single Man
Sex and the Single Man è il terzo album solista del musicista statunitense Ray Parker Jr., ed è il suo ultimo lavoro pubblicato, nel 1985, dalla Arista Records.

## Il disco
Sex and the Single Man conferma l'attinenza musicale di Ray Parker Jr. col pop del decennio in questione, e si avvale di un sound corposo, soprattutto per quel che concerne i vari elettrofoni e le percussioni. Il disco, ad ogni modo, risente molto dell'influenza di artisti come Prince, che in quel periodo stavano facendo la fortuna del genere, e seppur sia una delle produzioni più commerciali del chitarrista, non riesce a convincere appieno gli ascoltatori, raggiungendo solo la 65ª posizione della hit parade statunitense. Il singolo di punta, Girls Are More Fun, raggiunge il 21º posto della classifica R&B.
Quest'album segna l'addio di Ray Parker Jr. all'etichetta Arista Records, con la quale ha collaborato strettamente per ben otto anni.

## Tracce
Testi e musiche di Ray Parker Jr.

### Lato A
1. Girls Are More Fun - 4:46
2. Good Time Baby - 4:37
3. Everybody Wants Someone - 4:41
4. I'm a Dog - 4:14

### Lato B
1. One Sided Love Affair - 3:59
2. Sex and the Single Man - 4:23
3. I'm In Love - 4:39
4. Men Have Feelings Too - 4:31

## Musicisti
- Ray Parker Jr. - batteria, basso, chitarra, sintetizzatore, voce e cantante solista
- Charles Green - sassofono
- Paul Jackson Jr. - chitarra
- Ed Green - batteria
- Eugene (Chuckie) Booker - tastiere
- Joe Curiale - tastiere
- Earl Dumler - oboe
- Steve Hallquist - sintetizzatore
- Gene Page - arrangiatore  (One Sided Love Affair)
- J.D. Nicholas - voce
- Michael Henderson - voce
- Randy Hall - voce
- Anita Sherman - voce
- Gwyn Foxsworth - voce
- Lylian (Tynes) Perry - voce
- Arnell Carmichael - voce
- Ollie E. Brown - voce
- The Valley People - coro